# ريتشارد كارمايكل
ريتشارد كارمايكل (بالإنجليزية: Richard Carmichael)‏ هو مؤلف وجراح أيرلندي، ولد في 1779 في دبلن في جمهورية أيرلندا، وتوفي في 8 يونيو 1849.